# Dipoenata longitarsis
Espèce
Synonymes
- Dipoena longitarsis Denis, 1962

Dipoenata longitarsis est une espèce d'araignées aranéomorphes de la famille des Theridiidae.

## Distribution
Cette espèce est endémique de l'île de Madère au Portugal.

## Publication originale
- Denis, 1962 : Les araignées de l'archipel de Madère (Mission du Professeur Vandel). Publicações Instituto Zoologia Dr. Augusto Nobre, vol. 79, p. 1-118.